# Sojuz 18-1
Sojuz 18-1 (anche Sojuz 18A) è la denominazione con la quale viene indicato il lancio fallito di una missione della navicella spaziale Sojuz verso la stazione spaziale sovietica Saljut 4 (DOS 4). Si trattò del diciassettesimo volo con equipaggio di questa capsula e del trentatreesimo volo nell'ambito del programma Sojuz sovietico. Sarebbe stato il secondo volo equipaggiato verso la predetta stazione spaziale.
Per i programmi spaziali sovietici in generale ed in particolar modo per il programma Sojuz era solito numerare cronologicamente esclusivamente le missioni che avevano come minimo raggiunto la traiettoria d'orbita terrestre. Con questo sistema fu più facile nascondere all'opinione pubblica eventuali insuccessi o lanci falliti.
Per entrambi i cosmonauti che formarono l'equipaggio di questa missione si trattò del secondo volo comune. La prima missione, la Sojuz 12, terminata con successo a settembre del 1973 aveva contribuito notevolmente allo sviluppo ed al collaudo del velivolo spaziale Sojuz.

## Equipaggio
- Vasilij Grigor'evič Lazarev, (secondo volo) comandante
- Oleg Grigor'evič Makarov, (secondo volo) ingegnere di bordo

## Equipaggio di riserva
- Pyotr Klimuk, comandante
- Vitaliy Sevastyanov, ingegnere di bordo

## Missione
Il lancio avvenne il 5 aprile 1975 alle 11.04.54 UTC dal cosmodromo di Baikonur e procedette fino a T+288,6 secondi senza problemi, quando, ad un'altezza di 192 chilometri da terra, iniziò la fase di distacco del secondo stadio dal terzo stadio del razzo vettore.
La normale procedura di separazione prevedeva l'accensione del motore del terzo stadio con il secondo ancora brevemente collegato e funzionante in modo da evitare problemi di innesco dell'alimentazione delle turbopompe nella fase di accensione del motore del terzo stadio. La funzione dell'anello interstadio a struttura reticolare è appunto quella di permettere lo sfogo dei gas del motore in accensione negli istanti precedenti la separazione degli stadi. La separazione era assicurata da due set di tre bulloni esplosivi installati superiormente ed inferiormente l'anello di interstadio.  Il mancato funzionamento di tre bulloni esplosivi comportò l'incompleta separazione dello stadio esaurito che rimase agganciato per una semicirconferenza al terzo stadio. La spinta asimmetrica risultante esercitata dal motore del terzo stadio comportò una brusca deviazione del lanciatore dalla traiettoria programmata. A T+295 secondi, i giroscopi del controllo di assetto percepirono una deviazione di 10°, che attivò la separazione automatica di emergenza della capsula dal razzo vettore (che esplose poco dopo).
Al momento del distacco della capsula di ritorno, il velivolo spaziale era già posizionato in direzione Terra, fatto che fece aumentare notevolmente la velocità di discesa. Infatti, se era prevista per queste situazioni di emergenza un'accelerazione pari a 15 g (pari a 147 m/s²), i cosmonauti furono sottoposti all'accelerazione che raggiunse la punta massima di ben 20,6 g. Nonostante il sovraccarico di pressione alla quale la capsula spaziale fu esposta, i paracadute si aprirono perfettamente e frenarono la navicella in una maniera tale da garantire un atterraggio sicuro dopo un volo di soli 21 minuti.
Il luogo di atterraggio della capsula è stato lungamente dibattuto. Secondo un'edizione del giornale dell'esercito sovietico "Bandiera Rossa" del 1983, la capsula atterrò negli altipiani del nord-ovest della Cina, a meno di 1,6 chilometri dal confine con la Mongolia ed a circa 80 km dal confine sovietico. L'equipaggio venne recuperato da elicotteri sovietici poche ore dopo il loro atterraggio, senza che la controparte cinese fosse stata preventivamente informata.
Successivi resoconti ufficiali (dell'agenzia di stampa sovietica ITAR-TASS) indicarono quale posto d'atterraggio l'altopiano dei monti Altaj a sud di Gorno-Altajsk.
Resoconti posteriori alla dissoluzione dell'Unione Sovietica individuano l'altopiano come quello vicino alla città di Alejsk, ad una quota di circa 1200 metri.
Il volo della Sojuz 18-1 fu il primo caso di una missione equipaggiata che fu interrotta a causa di un malfunzionamento del razzo vettore dopo aver raggiunto una quota elevata ma, ciononostante si concluse con un atterraggio sicuro e l'assoluta incolumità dell'equipaggio stesso. Siccome era stata raggiunta l'altezza superiore ai 100 km, questo volo può essere considerato per entrambi i cosmonauti come volo nello spazio.